# نیکولائه استنچیو
نیکولائه کلادیو استنچیو (رومانیایی: Nicolae Claudiu Stanciu؛ زادهٔ ۷ مهٔ ۱۹۹۳) بازیکن فوتبال اهل رومانی است.

## باشگاهی
از باشگاه‌هایی که در آن بازی کرده‌است می‌توان به استوا بخارست، اندرلشت، اسپارتا پراگ، الاهلی و اسلاویا پراگ اشاره کرد.
وی همچنین درتیم ملی فوتبال رومانی بازی کرده‌است.